# Michael Lehmann (Pädagoge)

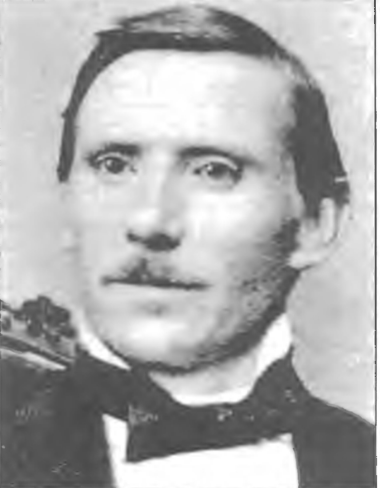
Michael Lehmann

Michael Lehmann (* 5. Februar 1827 in Langenenslingen, Fürstentum Hohenzollern-Sigmaringen; † 3. Februar 1903 in Hechingen) war ein deutscher Pädagoge, Schriftsteller, Journalist und Musiker. Er gehörte mit seinen volkstümlichen Erzählungen, Novellen und Romanen in der zweiten Hälfte des 19. Jahrhunderts zu den bekannten katholischen Schriftstellern Süddeutschlands und als Chefredakteur der Zentrumszeitung Der Zoller im Kulturkampf zu den prominentesten Rebellen der preußischen Katholiken. Als Musiker trat der Organist und Chorleiter an der Stiftskirche in Hechingen auch mit eigenen kirchenmusikalischen Kompositionen auf.

## Herkunft und Familie
Michael Lehmann war der dritte Sohn des Gerbermeisters Nikolaus Lehmann und seiner Ehefrau Katharina, geb. Stehle. Die Familie war katholisch, doch hatte Michael Lehmann auch evangelische Vorfahren. Seine Großmutter mütterlicherseits war die erste „conversa“, die in den Kirchenbüchern des Dorfes verzeichnet wurde. Michael Lehmanns Bruder Raphael war der Urgroßvater von Kardinal Karl Lehmann sowie von Marcel und Robert Hepp. Michael Lehmann war verheiratet und hatte zwei Töchter.

## Leben und Wirken

### Pädagoge und Kirchenmusiker
Michael Lehmann wurde auf Wunsch seines Vaters Lehrer und begann seine Ausbildung dazu im Alter von 14 Jahren in Langenenslingen als Präparand. Nach bestandener Inzipienten-Prüfung wurde er 1843 in die hohenzollerische Präparandenanstalt in Habsthal aufgenommen. Der Geist dieser Anstalt, die dem wessenbergianischen Ziel der „Volksbildung“ unter dem Einfluss der Ideen der „neurömischen“ Bewegung eine „pietistische“ Wendung gab, prägte Lehmann nachhaltig.
Nach bestandener „Maturitäts-Prüfung“ wurde er als Achtzehnjähriger, der bereits mit ersten pädagogischen Publikationen in der Quartalsschrift für praktisches Schulwesen hervorgetreten war, 1845 als „Provisor“, d. h. als provisorisch angestellter Hilfslehrer, zunächst an der Volksschule von Mindersdorf eingesetzt. Schon mit der zweiten Station in Gammertingen begannen Konflikte mit den jeweiligen Autoritäten, die sich in den Personalakten in seinem gesamten Werdegang verfolgen lassen. Ab 1847 war er für sechs Jahre Lehrer in Fischingen an einer einklassigen Schule. Er verfasste nebenher pädagogische Abhandlungen, die zunächst noch in der Quartalschrift und im Deutschen Schulboten, ab 1849 in dem von ihm selbst herausgegebenen und redigierten Magazin für Pädagogik erschienen.
Im Frühjahr 1848 wurde er von der Revolution im deutschen Südwesten begeistert, beeinflusst und geprägt. Als „großdeutscher“ Patriot war er ein Verfechter des revolutionären Ziels der „nationalen Einheit“. Nach dem Ende der Revolution war er weiter als Dorfschullehrer in Fischingen tätig und hatte dort Auseinandersetzungen mit dem Pfarrer in dessen Eigenschaft als Schulaufseher. Im Oktober 1851 ersuchte dieser das Oberamt Glatt um die Versetzung des Provisors „wegen Mangels an Subordination“. Das Oberamt gab diesem Ersuchen allerdings nicht statt. Lehmann wurde im Oktober 1851 als preußischer Beamtenanwärter vereidigt und ersuchte im September 1853 um die Versetzung auf eine feste Lehrerstelle an einer größeren Schule. Er wurde daraufhin allerdings wieder nur als Provisor an die Stadtschule in Hechingen versetzt.

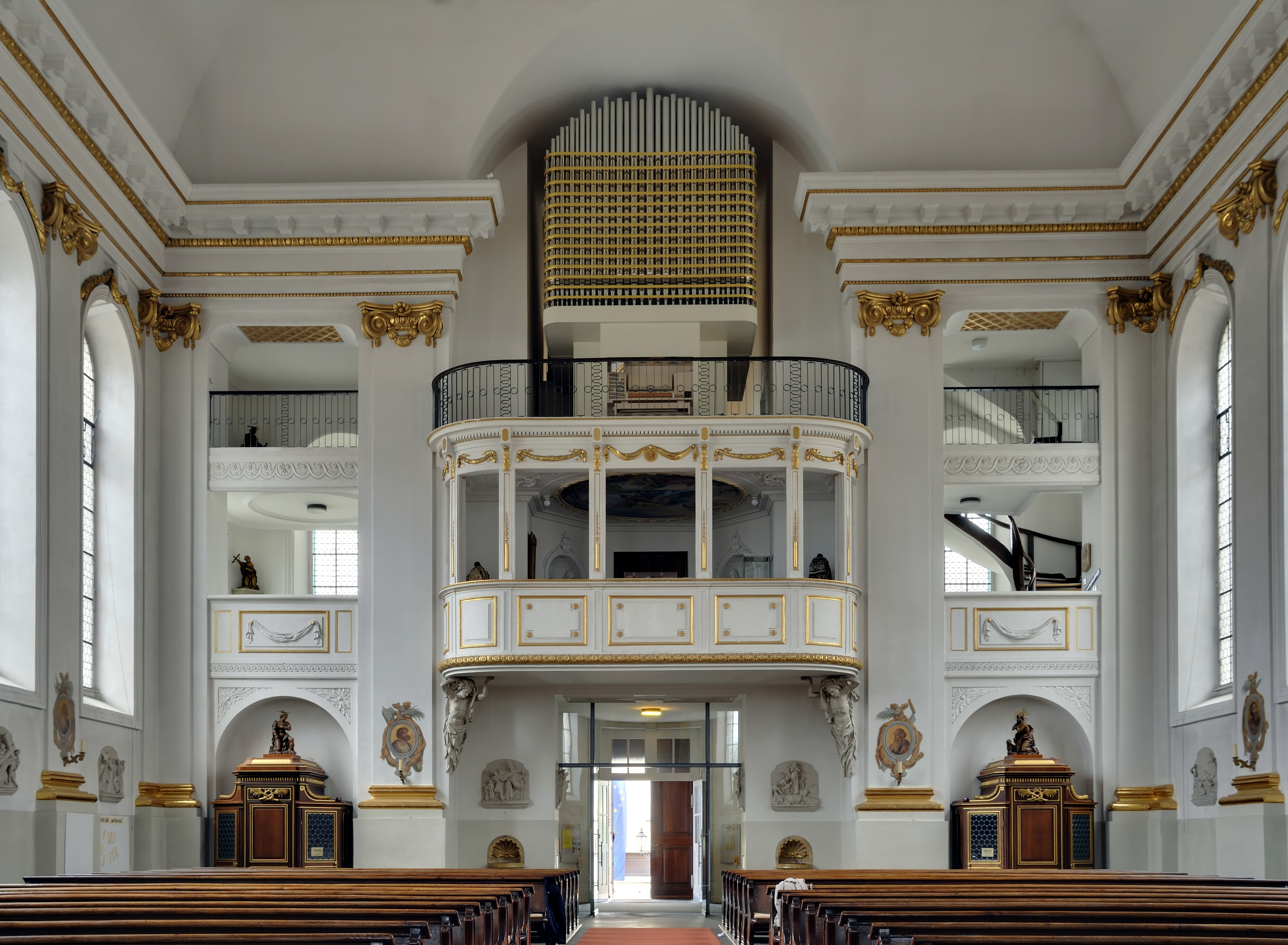
Inneres der Stiftskirche Hechingen

In Hechingen nahm er außerdem kurz nach seiner Ankunft zunächst provisorisch die ihm angebotene Stelle eines zweiten Organisten an der Stiftskirche an, die ihm im Januar 1857 definitiv übertragen wurde. Hier wirkte er als Organist und Chorleiter und führte eigene Kompositionen auf. Weil er sich diese Anstellung nicht genehmigen ließ, kam es zu einer erneuten Auseinandersetzung mit der Regierung. Man versetzte ihn an die Realschule, verweigerte ihm aber wieder eine adäquate Besoldung. Eine Festanstellung und Gehaltsaufbesserung, um die er 1857 eingekommen war, wurde 1858 unter anderem mit der Begründung verweigert, dass „die von diesem geleitete Schulklasse in vergangenen Jahren in keiner Weise den geringsten Anforderungen entsprochen hat“, was Lehmann aber im Brief vom 12. Juni 1858 mit dem Hinweis auf die gute Benotung seiner Schulklasse bei den letzten „Rezessen“ im Detail widerlegen konnte. Er ließ sich mehrmals für je ein Jahr beurlauben und ersuchte die Regierung schließlich um seine Entlassung aus dem Schuldienst, die ihm gewährt wurde.
Lehmann lebte damals schon nicht mehr ausschließlich von seinem Lehrergehalt. Seit 1862 war er Chorregent an der Hechinger Stiftskirche. Außerdem verbesserte er durch Musikunterricht seine Einnahmen und hatte zu diesem Zeitpunkt auch schon etliche Bücher publiziert. Er arbeitete als Korrespondent der Deutschen Reichszeitung in Bonn und der Germania. 1864 kaufte er das Haus Forststraße 4 (damals: Am oberen Tor 59), ein dreistöckiges Fachwerkhaus aus der Zeit um 1830.

### Redakteur desZoller, Casinogründer, Buchhändler und Schriftsteller in Hechingen
1872 wurde von einem Kreis von Geistlichen ein „Press-Verein“ gegründet, der neben den bisher in Hohenzollern erscheinenden Hohenzollernschen Blättern und der Hohenzollern'schen Volkszeitung sowie dem dort ebenfalls häufig gelesenen Schwarzwälder Boten eine weitere Zeitung ins Leben rief, den Zoller. Lehmann wurde Redakteur und Verleger dieses Blattes. Es sollte ab Jahresanfang 1873 dreimal wöchentlich erscheinen und ein „consequentes und entschiedenes katholisch-politisches Volksblatt“ werden. Innerhalb weniger Monate hatte der Zoller 1400 Abonnenten und überholte im Jahr 1874 mit knapp 1700 Exemplaren die Konkurrenz, obwohl das Blatt unter primitiven Bedingungen in Lehmanns Haus gedruckt wurde.

1873 übernahm Ludwig Egler als Chefredakteur der liberalen Hohenzollernschen Blätter den Vereinsvorsitz des Hechinger Musikvereins, dessen Dirigent Lehmann damals schon seit siebzehn Jahren war. Ein weiteres wichtiges liberales Mitglied des Musikvereins war der Kreisgerichtsdirektor August Evelt. Schnell entwickelte sich ein Kleinkrieg zwischen den liberalen Hohenzollernschen Blättern und dem zentrumsnahen Zoller, in dessen Folge Lehmann 1874, mittlerweile mehrfach vorbestraft, sein Dirigat niederlegen musste.  Im Rahmen der Auseinandersetzungen mit Egler geriet Lehmann außerdem mehrfach unter Plagiatsverdacht. Lehmann geriet schon im ersten Erscheinungsjahr des Blattes mehrmals in Schwierigkeiten. Am 8. März 1873 wurde er wegen „Verächtlichmachung von Anordnungen der Obrigkeit durch Mittheilung entstellter Thatsachen“ zu 14 Tagen Gefängnis verurteilt. Die Nummer 18 seiner Zeitung vom 11. Februar 1873 musste eingestampft werden. Im April desselben Jahres erfolgte die nächste Verurteilung zu einer Geldstrafe wegen einer Ehrenbeleidigung des Abgeordneten Jung in Berlin. Als der Zoller am 18. September einen Artikel der Berliner Germania zitierte, wurde Lehmann wegen Beleidigung der Regierung in Sigmaringen zu einer weiteren Geldstrafe verurteilt.

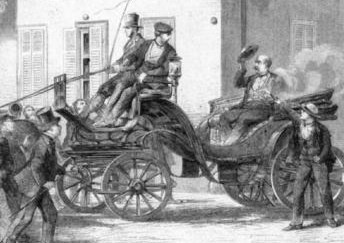
Eduard Kullmanns Attentat auf Bismarck im Jahr 1874

Im Oktober 1874 wurde Lehmann zu sechs Wochen Gefängnis wegen „Amtsehrenbeleidigung des Reichskanzlers und Verächtlichmachung der preußischen Kirchengesetze durch öffentlich behauptete, wissentlich entstellte und erdichtete Thatsachen“ verurteilt, nachdem er der Vermutung Ausdruck gegeben hatte, dass Bismarck gewiss nicht unmittelbar nach dem Kissinger Attentatsversuch eine Verschärfung der Kirchengesetze gefordert hatte. Lehmann nahm an, dies sei nur von liberalen Blättern so verbreitet worden. In dem Artikel, der zu seiner Verurteilung führte, hatte er auch sehr scharfe Kritik an den Kulturkampfgesetzen geübt. Ferner war im Zoller das Loyalitätstelegramm, das die „reichstreuen Gammertinger“ nach dem Attentatsversuch an Bismarck geschickt hatten, kritisiert worden, weil es die ultramontanen Katholiken diskriminiere: „Was haben denn die liberalen Schreier besonders für das Reich gethan? … Ihr habt nicht mehr gethan als die pechschwarzen Ultramontanen, die ihr verlästert und verleumdet! Auf den Ultramontanen lastet nicht der kleinste Schatten der Reichsfeindschaft!“ Der Redakteur Lehmann wurde hierauf wiederum zu einer Geldstrafe verurteilt, ebenso wie der Verfasser des Artikels.
In einer Verhandlung am 2. Mai 1874 vor dem königlichen Kreisgericht in Hechingen versuchte die Staatsanwaltschaft, Lehmann die Befugnis als Verleger des Blattes abzuerkennen. Dies gelang ihr nicht, allerdings erging das Urteil, auch die Nummer 25 des Blattes komplett zu vernichten. Es ist heute nicht mehr ganz klar, welcher Jahrgang gemeint war, und Exemplare beider damals schon gedruckten Nummern 25 sind erhalten geblieben.
1877 wurde Lehmann zweimal zu je drei Wochen Gefängnis verurteilt, jeweils nach Beleidigungsklagen. Ob die Urteile oder ein Teil der Urteile von August Evelt gefällt wurden, ist derzeit unbekannt, weil die entsprechenden Akten seit einem Brand im Hechinger Landgericht 1940 ungeordnet und in schlechtem Zustand eingelagert sind.
Die Tatsache, dass Lehmann mehrmals vorbestraft war, dürfte einer politischen Karriere im Wege gestanden haben. Bei einer Wahlveranstaltung im Jahr 1876 in Gammertingen jedenfalls weigerte sich der Kreisrichter von Schilgen, zusammen mit dem vorbestraften Redakteur aufzutreten, der daraufhin spontan durch einen Pfarrer ersetzt wurde.
Im Juli 1874 wurde das „Katholische Casino“ in Hechingen gegründet, zu dessen Gründungsmitgliedern Lehmann gehörte. Die Einrichtung sollte für literarische und gesellige Unterhaltung im katholischen Sinne einen Rahmen bieten.
Hohenzollern als preußische Exklave verfügte über zwei katholische Buchhandlungen, eine in Sigmaringen und eine in Hechingen, deren  Besitzer Lehmann war. Mehrmals wurde in diesen Buchhandlungen nach staatsgefährlichen Schriften gefahndet. Als der Kulturkampf gegen Ende der 1870er Jahre abflaute, wandte sich Lehmann wieder verstärkt der Literatur zu. In den Jahren 1872 bis 1879 schrieb er 22 Erzählungen.

### Nachwirkung
Hatte sich Lehmann zur Zeit der Revolution noch als kritischer Demokrat gebärdet, so schlug er später oft gemäßigtere Töne an. Seine Romane und Erzählungen, die auch dem Kampf gegen die Schundliteratur und der „reiferen Jugend und dem Volke zur Belehrung und Unterhaltung“ dienen sollten, versuchen epochenübergreifend Werte zu vermitteln. Im Prolog zu Der letzte Reichenstein aus dem Jahr 1863 etwa, der zur Zeit des Bauernkriegs spielt, sprach sich Lehmann deutlich gegen revolutionäre Bestrebungen und für ein friedliches Miteinander aus. Weniger friedlich gab er sich allerdings in Werken wie Ritter Gerold von Helfenstein aus dem Jahr 1855. Hier schuf er ein idealisiertes Bild der Kreuzzüge und sprach von „heiligen Kriegen“ – ein „Dschihad in umgekehrter Richtung“, wie Willy Beyer formulierte. Sowohl diese dezidierte Haltung zur Religion als auch der schwülstige Stil seiner Werke dürften laut Beyer dazu beigetragen haben, dass diese Werke trotz Lehmanns „profunder Kenntnis insbesondere der europäischen Geschichte“ in Vergessenheit gerieten.

## Werke (Auswahl)
Willy Beyer geht davon aus, dass Lehmann, der auch unter den Pseudonymen „Salesius M.“ und „Arundell“ publizierte, ein Gesamtwerk verfasste, dessen Umfang dem des Gesamtwerks Karl Mays nahekommt. Wie dieser schrieb Lehmann zahlreiche Jugendbücher, die zum Teil in Serien erschienen. Allein im Gründungsjahr des Zollers seien zwölf Bücher von Michael Lehmann erschienen. Hauptverleger Lehmanns waren der Augsburger Lampartverlag, Georg Joseph Manz in Regensburg und Friedrich Pustet.
Das Vorwort seiner ersten 1850 veröffentlichten Schrift, einer Streitschrift für die „Freiheit des Unterrichtes,“ ist von der Begeisterung für die „glorreiche Revolution“ erfüllt.
Es spricht einiges dafür, dass sich Lehmann den politisch moderateren Männern um den „Volksfreund aus Hohenzollern“ anschloss, denen es bei der eingeforderten „Freiheit“ hauptsächlich um die Befreiung der Kirche aus den Fesseln des „Polizeistaats“ ging, während sie sich den autoritätsfeindlichen und kirchenfeindlichen Auswüchsen der wilden Volksbewegung entschieden widersetzten. Ihre Kritik am Ancien Régime richtete sich auch nicht gegen die monarchische Herrschaftsform, sondern gegen die bürokratische „Vielregiererei“ und die Einmischung des Staates in alle Bereiche der Gesellschaft, insbesondere aber in die Belange der Kirche.
Während der Zeit der 1848er Revolution wird dem Schulexperten Sylvester Miller ein Einfluss auf Lehmann zugeschrieben. Möglicherweise fand Lehmann in seiner Zeit als Junglehrer in Fischingen in Miller, der Pfarrer in Gruol, Vertreter der Geistlichkeit im Sigmaringer Landtag und Schriftleiter beim „Volksfreund“ war, einen Mentor.

Lehmann war in jeder Hinsicht ein typischer Vertreter eines libertären Katholizismus. In seiner Streitschrift über die Unterrichtsfreiheit erklärte er apodiktisch: „Der Bürger gehört dem Staate, der Mensch gehört sich selbst. Das Letztere nenne ich die individuelle Freiheit, die die Revolution wieder zu Ehren gebracht hat.“ Die Freiheit des Individuums sah er als obersten Grundsatz für alle Reformen an und trat für Presse- und Versammlungsfreiheit sowie für die Glaubensfreiheit ein.

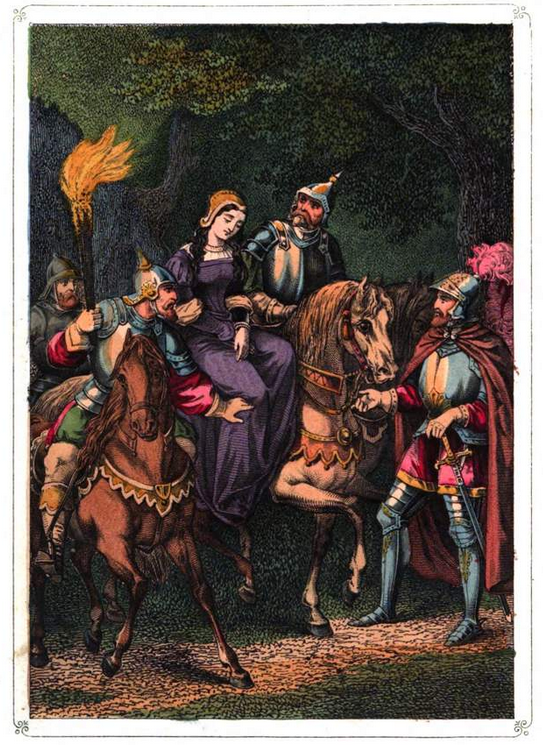
Illustration zu Wolfrat von Veringen

### Belletristik
- Ein Vielgeprüfter, Augsburg 1854
- Aurelius, Augsburg 1855
- Gerold von Helfenstein, Augsburg 1855
- Aurel Däumling, Augsburg 1856
- Fürst und Wildschütz, Augsburg 1856
- Wolfrat von Veringen, Augsburg 1856[34]
- Thomas  Morus, Augsburg 1857
- Leiden und Freuden armer Leute[35] und Das Tyroler-Annerl, Augsburg und Leipzig 1857[36]
- Der Thaljunker, Augsburg 1858[37]
- Cecily Tyrell, Regensburg 1859[38]
- Friedrich von Scharfenstein, Regensburg 1861
- Der  letzte  Reichenstein, Regensburg 1863
- Gisela, Regensburg 1867
- Der Spielmann, Regensburg 1867
- Rose von San Jago, Regensburg 1871
- Riedmüllers Töchterlein,  Sigmaringen 1871
- Aurelia, Regensburg 1871
- Zwei Töchter, Regensburg 1871 und 1875
- Palmzweig, Regensburg 1872
- Der Waldmeister von Falkenstein, Regensburg 1872[39]
- Wohltun trägt Zinsen, Regensburg 1872
- Reddy Connor, Regensburg 1872
- Betrogene Betrüger, Regensburg 1873
- Antonia Maillard, Regensburg 1873
- Verloren und wieder  gefunden, Regensburg 1873
- Der gute Gerhard, Regensburg 1873
- Arme Virgine, Regensburg 1873
- Arthur  Graf von  Chully, Regensburg 1873
- Waldbauer,  Regensburg 1873
- Herr  Waldhorst, Regensburg 1873
- Albrecht von Hohenberg, Hechingen 1873
- Arme  Leute, Regensburg 1875
- Der Schulmeister von Nordheim, Regensburg 1875[40]
- Alfonso, Regensburg 1876
- Die  Geschichte vom tyroler Seppl, Regensburg 1876
- Gil Blas von Santillana, Regensburg 1878
- Tyroler Herzen, Regensburg 1878
- Graf von Valfort, Regensburg 1878
- Judith, Regensburg 1880
- Jung Werner, Regensburg 1880
- Goldonkel, Regensburg 1881
- Aus Sturm zum Frieden, Regensburg 1881
- Irene, Straubing 1881
- Clothilde von Arnaud, Regensburg 1881
- Der Kohlenbauer, Regensburg 1883
- In  der Sennhütte, Regensburg 1883
- Osman und Miriam, Regensburg 1886
- Versöhnt, Straubing 1886
- Bettelknabe,  Straubing 1886
- Korsar, Straubing 1886
- Elvira,  Regensburg 1886
- Ulrich von Wehrstein,  Regensburg 1889
- Arme  Elise, Regensburg 1889
- Grüner Epheu, Regensburg 1889
- Weiße  Lilien, Regensburg 1889
- Anselma, Regensburg 1889
- Waffenschmied, Regensburg 1889
- Den Mut nicht verlieren, Regensburg 1889
- Des eigenen Glückes Schmied, Regensburg 1889
- Der Schütze von Wildenstein, Regensburg 1891
- Dora, Regensburg 1891
- Arme und reiche Leute, Regensburg 1892
- Der alte Waldmeister, Regensburg 1892
- In  der Spinnstube, Regensburg 1894
- Getreu  bis in  den Tod, Regensburg 1895
- Hoch  hinaus, Regensburg 1895
- Ein verlorenes Leben, Regensburg 1896
- Hendrik, Regensburg 1896

### Politische Streitschriften
- Die Freiheit des Unterrichts mit besonderer Berücksichtigung der Ergebnisse der Lehrerversammlungen des vorigen Jahres. Ein Wort an alle Lehrer und Schulfreunde, Regensburg (Manz) 1850 (174 S.)
- Sind die Katholiken Feinde des Reichs?, in: Compaß für das katholische Volk, Würzburg 1875
- Der liberale Schulmeister, in: Compaß für das katholische Volk, Würzburg 1875
- Die Freiheit des Unterrichts und die konfessionslose Staatsschule, Compaß für das kath.Volk Bd. 59, Würzburg 1877 (30 S.)
- Wallfahrten und Prozessionen, in: Compaß für das katholische Volk, Würzburg 1878

### Veröffentlichungen unter Pseudonym
Unter dem Pseudonym „Arundell“ veröffentlichte Werke:
- Rachel, Band 1, Regensburg 1873
- Rachel, Band 2, Regensburg 1873

Unter dem Pseudonym „Salesius M.“ veröffentlichte Werke:
- Vier Lebensbüder, Regensburg 1872
- Erinnerungen an die Heimat, Regensburg 1872
- Licht und Schattenseiten, Regensburg 1872
- Gottvertrauen, Regensburg 1873
- Die Vorsehung leitet alles, Regensburg 1872

### Kompositionen
Michael Lehmanns Kompositionen werden mitunter noch aufgeführt. Die Noten befinden sich zumindest zum Teil im historischen Noten-Archiv der Pfarrgemeinde St. Jakobus in Hechingen. Sein Kyrie sei von „lieblich-prägnanter Melodik“, war in einer Konzertkritik aus dem Jahr 2012 zu lesen.
- Glaube (Kirchenlied, Adagio, D-Dur), in: QPS 11, 1847, H. 2, S. 241
- In dir ruht, Herr! mein ganz Gemüthe (Choral, Es-Dur) in: QPS 11, 1847, H. 2, S. 242
- Adeste Fideles (SATB+Solo S+Org, G), verschollen
- Alleluja! Motette zum hohen Osterfest für gemischte Stimmen (SATB, G)
- Alleluija Der Herr ist auferstanden in C-Dur (RISM ID No. 653004252)
- Ave maris stella in C-Dur (RISM ID No. 455032172)
- Ave Maria, für Sopran und Alt mit Begleitung (SA+Org/Harm,G) Edition Ch. Fassoli, Straßburg
- Du in dem Himmel hoch erhöhte, sei Engelskönigin gegrüßt! (SATB, G), Archiv St. Jakob, Hechingen
- Grablied (TTBB, G.), verschollen
- Les Antiennes de la Sainte Vierge, für Sopran und Alt (oder Tenor und Bass) mit Begleitung (Antiphonen), Edit. Ch. Fassoli, Straßburg
- Missa Brevis Es-Dur für Sopran und Alt, Tenor und Bass (ad libitum) mit Orgel oder Harmonium, Edit. Ch. Fassoli, Straßburg
- Regina coeli laetare (SARB+Orch, G), Archiv St. Jakob, Hechingen
- Regina coeli laetare (SA + Org), verschollen
- Salve Regina, Opus 7 für Sopran, Alt, Tenor und Bass mit Kammerensemble, Archiv St. Jakob, Hechingen
- Vingt-quatre cantiques allemandes de tous les siècles, en l’honneur de la sainte Vierge, für vier Stimmen, Edit. Ch. Fassoli, Straßburg
- Weit ist Himmel (TTBB), verschollen
- Marien-Blumen, ein lieblicher Kranz, 22 Stücke 2. Aufl. 1836, Fassoli & Ohlmann, Straßburg